# Велковский, Дарко
Дарко Велковский (макед. Дарко Велковски; родился 28 июля 1994 года в Скопье, Македония) — македонский футболист, защитник клуба «Аль-Иттифак» и сборной Македонии.

## Клубная карьера
Велковский — воспитанник клуба «Македония Гёрче Петров». В 2011 году Дарко подписал контракт с командой «Работнички». 31 июля в матче против «Брегалницы» он дебютировал в чемпионате Македонии. 17 сентября в поединке против «Тетекса» Дарко забил свой первый гол за «Работничков». В составе клуба Велковский выиграл чемпионат и дважды завоевал Кубок Македонии.
Летом 2015 года Дарко перешёл в «Вардар». 23 августа в матче против «Младости» он дебютировал за новую команду. 3 мая 2017 года в поединке против «Брегалницы» Велковский забил свой первый гол за «Вардар». В составе клуба он дважды выиграл чемпионат.
Летом 2018 года Велковский перешёл в хорватскую «Риеку».

## Международная карьера
18 июня 2014 года в товарищеском матче против сборной Китая Велковский дебютировал за сборную Македонии. В 2017 году в составе молодёжной сборной Македонии Николов принял участие в молодёжном чемпионате Европы в Польше. На турнире он сыграл в матчах против команд Испании и Сербии.

## Достижения

### Командные
«Работнички»
- Чемпионат Македонии по футболу — 2013/2014
- Обладатель Кубок Македонии — 2013/2014
- Обладатель Кубок Македонии — 2014/2015

 «Вардар»
- Чемпионат Македонии по футболу — 2015/2016
- Чемпионат Македонии по футболу — 2016/2017

### Личные
- Самый молодой игрок Лиги Европы в истории[10]